# Dilolo (jezioro)
Dilolo (port. Lago Dilolo)  – największe jezioro w Angoli, położone w prowincji Moxico, w gminie Luacano, w pobliżu granicy z Demokratyczną Republiką Konga. Położone jest w pobliżu Parku Narodowego Cameia i jeziora o takiej samej nazwie. Znajduje się na wysokości 1097 lub 1445 m n.p.m. i leży na dziale wodnym pomiędzy dorzeczami Zambezi i Kongo. Zostało odkryte przez Davida Livingstone’a w 1854 roku i miało wówczas według niego wymiary 8 do 13 km długości i 4 do 5 km szerokości. Jest położone na bagnistym terenie, bogatym w ryby.